# Камилавка
Камила́вка (грец. кαμιλαύκα, καμηλαύκιον, καλυμμαύχιον, καλιμαυι від κάμηλος — «верблюд») — головний убір у Православній церкві фіолетового або чорного кольору у вигляді дедалі ширшого догори циліндра. Вона є нагородою для священників.
Представники чорного духівництва замість камилавки носять клобук — камилавку з наміткою. Камилавки білого та пурпурового кольору носять єпископи та патріархи.
Камилавка походить від шапок з вовни верблюда (грец. κάμηλος), які носили в країнах Близького Сходу для захисту від сонця. Схожий головний убір, скіадій (від грец. σκιά — «тінь») носили візантійський імператор та його сановники. Ставши головним убором священнослужителів, камилавка набула характерної форми (циліндр без крисів, розширений доверху). В Елладській православні церкві камилавку вручають всім священнослужителям при рукопокладенні, а в Російський церкві її дають священникам лише як нагороду.
Грецька камилавка має невеличкі криси нагорі циліндра, камилавки Східної Європи крисів не мають. Балканські (сербські й болгарські) камилавки відрізняються від східноєвропейських меншою висотою і діаметром (нижня крайка розташована нижче вух).
Символічно камилавка означає терновий вінок Ісуса Христа і умертвіння плоті.
Старообрядці називають «камилавкою» інший головний убір — скуфію.